# Васьково (Вельский район)
Васьково — деревня в Вельском районе Архангельской области России. Входит в состав Пуйского сельского поселения.

## География
Деревня находится в южной части Архангельской области, в таёжной зоне, в пределах северной части Русской равнины, к северу от реки Пуи, на расстоянии примерно 54 километров (по прямой) к северо-северо-востоку (NNE) и в 96,0 км по автодороге от города Вельска, административного центра района.
Климат
Климат характеризуется как умеренно континентальный, с прохладным и дождливым летом. Средняя температура воздуха самого холодного месяца (января) составляет −12,7 °C; самого тёплого месяца (июля) — 18 °C. Среднегодовое количество атмосферных осадков составляет 763,7 мм.
Часовой пояс
Васьково, как и вся Архангельская область, находится в часовой зоне МСК (московское время). Смещение применяемого времени относительно UTC составляет +3:00.

## История
В «Списке населенных мест Российской империи», изданном в 1861 году, населённый пункт упомянут как деревня Анцыферовская (Мельница) Шенкурского уезда (1-го стана), расположенная в 74 верстах от уездного города Шенкурска. В деревне насчитывалось 6 дворов и проживало 50 человек (23 мужчины и 27 женщин).
По состоянию на 1920 год, в Анциферове имелось 11 дворов и проживал 52 человека (18 мужчин и 34 женщины). В административном отношении деревня входила в состав Пуйского общества Пуйской волости Шенкурского уезда.

## Население
| 2002 | 2010 | 2012 | 2014 |
| ---- | ---- | ---- | ---- |
| 0    | ↗1   | ↗2   | →2   |

## Инфраструктура
Есть централизованное электроснабжение.
Учреждений социальной сферы нет.

## Транспорт
Населённый пункт доступен автомобильным транспортом, имеется автодорожное сообщение с административным центром района.